# Синдром Кавасаки
Синдром Кавасаки (слизисто-кожный лимфонодулярный синдром) — некротизирующий системный васкулит с преимущественным поражением средних и мелких артерий. Проявляется лихорадкой, изменениями слизистых оболочек, кожи, поражением коронарных и других висцеральных артерий с возможным образованием аневризм, тромбозов и разрывов сосудистой стенки.

## Статистические данные
Очень редкое заболевание. Преобладающий возраст — 1—5 лет. Преобладающий пол — женщины 1,5:1.
Этиология неизвестна. Основной гипотезой считают наличие стафилококковых и стрептококковых суперантигенов, стимулирующих популяцию Т-лимфоцитов, что приводит к развитию иммунных реакций на Аг эндотелиальных клеток. Васкулит при синдроме Кавасаки поражает в основном артерии среднего калибра. Расщепление наружной и внутренней эластических мембран сосудов приводит к развитию аневризм. Интима утолщается, просвет сосуда сужается и способен тромбироваться.
На фоне пандемии коронавируса SARS-CoV-2 появились сообщения о серьёзном увеличении количества случаев воспалительного синдрома, похожего по симптомам на синдром Кавасаки.

## Клиническая картина
Для синдрома Кавасаки характерно циклическое течение.
Заболевание начинается с острой лихорадочной стадии, которая длится 1-2 недели. Этот период болезни характеризуется упорной лихорадкой, тяжёлым болезненным самочувствием, раздражительностью. Длительность лихорадки может достигать двух недель. На фоне высокой лихорадки возникают симптомы поражения слизистых оболочек, кожи, лимфатических узлов:
- конъюнктивит;
- гиперемия слизистой оболочки полости рта и губ;
- отёки кистей и стоп;
- полиморфная сыпь;
- увеличение одного или нескольких шейных лимфатических узлов.

Могут встречаться и другие клинические проявления: артриты, диспептические расстройства (диарея, рвота, боли в животе), увеличение печени.
Подострая стадия длится от 3 до 5 недель и характеризуется нормализацией температуры тела, обратной динамикой всех симптомов болезни. Через 1-3 недели возникают «малиновый язык» и шелушение пальцев рук и ног.
Для синдрома Кавасаки характерно вовлечение в патологический процесс сердечно-сосудистой системы. Могут поражаться перикард, миокард, проводящая система сердца, эндокард, клапанный аппарат. Кроме того, для данного синдрома характерно поражение коронарных артерий с развитием аневризм, что является особенностью данного васкулита.

## Диагностические критерии
Для постановки диагноза синдрома Кавасаки необходимо наличие лихорадки более 5 дней и любых четырёх нижеперечисленных критериев:
- Двусторонняя конъюнктивальная инъекция
- Изменения на губах или в полости рта: «клубничный» язык, эритема или трещины на губах, инфицирование слизистой полости рта и глотки
- Любые из перечисленных изменений, локализованные на конечностях
  - Эритема ладоней или стоп
  - Плотный отёк кистей или стоп на 3—5-й день болезни
  - Шелушение на кончиках пальцев на 2—3-й неделе заболевания
- Полиморфная экзантема на туловище без пузырьков или корочек
- Острая негнойная шейная лимфаденопатия (диаметр одного лимфатического узла >1,5 см).

Если отсутствуют 2—3 из 4 обязательных признаков болезни, устанавливается диагноз неполной клинической картины заболевания.

## Осложнения
• Осложнения со стороны ССС: ИМ, вальвулит, миокардит, разрывы аневризм с развитием гемоперикарда
• Другие осложнения: асептический менингит, артрит, средний отит, водянка жёлчного пузыря, диарея, периферическая гангрена.

## Прогноз
У нелеченых больных аневризмы коронарных артерий развиваются в 25 % случаев. Лечение в/в иммуноглобулином снижает риск развития аневризм до 10 %. Спонтанную регрессию аневризм венечных сосудов наблюдают у половины пациентов, однако риск коронарных событий у них остаётся таким же высоким, как у пациентов с персистирующими аневризмами.

## Случаи заболевания
Случаем, получившим наиболее широкую огласку, стал случай смерти Джетта Траволты — сына известного голливудского актёра и режиссёра Джона Траволты и его супруги актрисы Келли Престон. В двухлетнем возрасте у Джетта был диагностирован синдром Кавасаки, а 2 января 2009 года он, находясь в ванной комнате, потерял равновесие, упал и получил травму, в результате которой скончался. Причиной потери равновесия, предположительно, стал эпилептический припадок.

## Лечение
Радикального лечения не существует.
Стандартное симптоматическое лечение — внутривенное введение иммуноглобулинов.
В терапии болезни Кавасаки применяют высокие дозы НПВП. Пациенты должны быть вакцинированы от гриппа и ветряной оспы: именно эти инфекции, в сочетании с многомесячным курсом аспирина, существенно повышают риск развития синдрома Рея.
Кортикостероиды также используются, особенно если другие методы лечения неэффективны, но в рандомизированном контролируемом исследовании добавление кортикостероидов к терапии иммуноглобулином и аспирином не улучшило результат. Кроме того, применение кортикостероидов при болезни Кавасаки связано с повышенным риском развития аневризмы коронарных артерий, потому их использование, как правило, противопоказано.
О плазмаферезе говорят как о методе лечения пациентов с болезнью Кавасаки, однако результаты исследований противоречивы.